# Eurocopa Femenina 2022
El Campeonato de Europa Femenino de la UEFA 2022 (en inglés: 2022 UEFA Women's Championship), comúnmente conocido como la Eurocopa Femenina 2022, fue la 13.ª edición del Campeonato de Europa Femenino de la UEFA, el campeonato internacional cuatrienal de fútbol organizado por la UEFA para las selecciones nacionales femeninas europeas.
Fue la segunda edición con 16 equipos en la fase final. Inglaterra fue elegida como anfitriona del torneo por el Comité Ejecutivo de la UEFA el 3 de diciembre de 2018. Fue la segunda vez que dicho país alberga este torneo, tras la edición de 2005. La final del campeonato se disputó en el Estadio de Wembley, en Londres.
Inicialmente, el campeonato iba a disputarse en julio de 2021, pero debido a la pandemia de coronavirus y el aplazamiento de la Eurocopa masculina 2020 y los Juegos Olímpicos de Tokio a ese mismo mes, el campeonato fue reprogramado para llevarse a cabo entre el 6 y el 31 de julio de 2022, evitando la superposición con ambos eventos.

## Elección de sede
Inglaterra fue el único país que presentó una oferta antes de la fecha límite.
| - Inglaterra |

Inglaterra se confirmó como anfitrión en la reunión del Comité Ejecutivo de la UEFA en Dublín, República de Irlanda, el 3 de diciembre de 2018. El país británico previamente albergó la edición 2005 del torneo y también la Eurocopa masculina en 1996.

## Clasificación
Un total de 48 países de la UEFA ingresaron a la competencia (incluido Chipre, que ingresó por primera vez al nivel senior femenino, y Kosovo que ingresó a su primer Euro femenino), y con Inglaterra como anfitriona clasificando automáticamente, los otros 47 equipos competirán en la clasificación. Competición para determinar los 15 puestos restantes en el torneo final. A diferencia de las competiciones de clasificación anteriores, la ronda preliminar ha sido eliminada y todos los participantes comienzan desde la fase de grupos de clasificación. La competición clasificatoria consiste en dos rondas:
- Fase de grupos de clasificación: los 47 equipos se dividen en nueve grupos: dos grupos de seis equipos y siete grupos de cinco equipos. Cada grupo se juega en formato de round-robin de ida y vuelta. Los nueve ganadores de grupo y los tres mejores finalistas (sin contar los resultados contra el equipo que ocupa la quinta o sexta posición) se clasifican directamente para el torneo final, mientras que los seis finalistas restantes avanzan a los play-offs.
- Play-offs: Los seis equipos agrupados en tres series en partidos de ida y vuelta para determinar los últimos tres equipos calificados.

La fase de grupos de clasificación se llevará a cabo desde el 26 de septiembre de 2019 hasta el 22 de septiembre de 2020, mientras que las eliminatorias play-offs se llevarán a cabo en octubre de 2020.

### Equipos clasificados
El seleccionado ruso fue excluida de la competición en una reunión el día 28 de febrero por la FIFA, en respuesta a la Invasión rusa de Ucrania de 2022, por el cual el seleccionado femenino de Portugal toma el lugar de Rusia.

Los siguientes equipos se clasificaron para el torneo final.
| Equipo            | Método de clasificación     | Fecha de clasificación  | Apariciones | Última aparición | Mejor actuación anterior                                 |
| ----------------- | --------------------------- | ----------------------- | ----------- | ---------------- | -------------------------------------------------------- |
| Inglaterra        | Anfitrión                   | 3 de diciembre de 2018  | 9           | 2017             | Subcampeón (1984, 2009)                                  |
| Países Bajos      | Ganador Grupo A             | 23 de octubre de 2020   | 4           | 2017             | Campeón (2017)                                           |
| Dinamarca         | Ganador Grupo B             | 27 de octubre de 2020   | 10          | 2017             | Subcampeón (2017)                                        |
| Noruega           | Ganador Grupo C             | 27 de octubre de 2020   | 12          | 2017             | Campeón (1987, 1993)                                     |
| España            | Ganador Grupo D             | 18 de febrero de 2021   | 4           | 2017             | Semifinalista (1997)                                     |
| Finlandia         | Ganador Grupo E             | 19 de febrero de 2021   | 4           | 2013             | Semifinalista (2005)                                     |
| Suecia            | Ganador Grupo F             | 27 de octubre de 2020   | 11          | 2017             | Campeón (1984)                                           |
| Francia           | Ganador Grupo G             | 27 de noviembre de 2020 | 7           | 2017             | Cuartos de final (2009, 2013, 2017)                      |
| Bélgica           | Ganador Grupo H             | 1 de diciembre de 2020  | 2           | 2017             | Fase de grupos (2017)                                    |
| Alemania          | Ganador Grupo I             | 23 de octubre de 2020   | 11          | 2017             | Campeón (1989, 1991, 1995, 1997, 2001, 2005, 2009, 2013) |
| Italia            | 1º Mejor Segundo            | 24 de febrero de 2021   | 12          | 2017             | Subcampeón (1993, 1997)                                  |
| Islandia          | 2º Mejor Segundo            | 1 de diciembre de 2020  | 4           | 2017             | Cuartos de final (2013)                                  |
| Austria           | 3º Mejor Segundo            | 24 de febrero de 2021   | 2           | 2017             | Semifinalista (2017)                                     |
| Rusia             | Ganador Repesca 1 (anulado) | 13 de abril de 2021     | 5           | 2017             | Fase de grupos (1997, 2001, 2009, 2013, (2017)           |
| Portugal          | Repesca 1                   | 2 de mayo de 2022       | 2           | 2017             | Fase de grupos (2017)                                    |
| Suiza             | Ganador Repesca 2           | 13 de abril de 2021     | 2           | 2017             | Fase de grupos (2017)                                    |
| Irlanda del Norte | Ganador Repesca 3           | 13 de abril de 2021     | 1           | –                | Debutante                                                |

## Sorteo final
El sorteo final se realizó el 28 de octubre de 2021 en Gran Mánchester, Inglaterra. Los 16 equipos se dividieron en cuatro bombos, en función del coeficiente de selecciones nacionales de la UEFA, para lo que se utilizan los resultados en las siguientes competiciones: fase de clasificación y fase final de la EURO femenina de 2017, fase de clasificación y fase final de la Copa Mundial Femenina de 2019 y fase de clasificación de la EURO femenina 2022.
| Equipo          | Coef.  | Pos. |
| --------------- | ------ | ---- |
| Inglaterra A    | 41,443 | 3    |
| Países Bajos CV | 43,961 | 1    |
| Alemania        | 41,924 | 2    |
| Francia         | 40,898 | 4    |

| Equipo  | Coef.  | Pos. |
| ------- | ------ | ---- |
| Suecia  | 39,714 | 5    |
| España  | 38,913 | 6    |
| Noruega | 38,758 | 7    |
| Italia  | 36,399 | 8    |

| Equipo    | Coef.  | Pos. |
| --------- | ------ | ---- |
| Dinamarca | 35,265 | 9    |
| Bélgica   | 34,951 | 10   |
| Suiza     | 34,066 | 11   |
| Austria   | 33,693 | 12   |

| Equipo            | Coef.  | Pos. |
| ----------------- | ------ | ---- |
| Islandia          | 33,458 | 13   |
| Rusia             | 30,117 | 15   |
| Finlandia         | 29,765 | 16   |
| Irlanda del Norte | 19,526 | 27   |

Nota
Rusia fue reemplazada por el equipo nacional de  Portugal el 2 de mayo de 2022.

## Sedes
El Estadio Old Trafford en Trafford (Gran Mánchester) fue confirmado como el lugar del partido inaugural con la Selección Inglesa disputando dicho encuentro. El estadio de Wembley albergará la final.
Las siguientes sedes fueron elegidas por la Asociación Inglesa de Fútbol para albergar todo el torneo:
| Leigh Rotherham MCR Trafford Londres Brighton · & Hove Milton Keynes Southampton Sheffield | Leigh Rotherham MCR Trafford Londres Brighton · & Hove Milton Keynes Southampton Sheffield | Brighton and Hove               | Mánchester (MCR)                |
| Leigh Rotherham MCR Trafford Londres Brighton · & Hove Milton Keynes Southampton Sheffield | Leigh Rotherham MCR Trafford Londres Brighton · & Hove Milton Keynes Southampton Sheffield | Community Stadium               | Manchester City Academy Stadium |
| Leigh Rotherham MCR Trafford Londres Brighton · & Hove Milton Keynes Southampton Sheffield | Leigh Rotherham MCR Trafford Londres Brighton · & Hove Milton Keynes Southampton Sheffield | Capacidad: 30 750               | Capacidad: 7 000                |
| Leigh Rotherham MCR Trafford Londres Brighton · & Hove Milton Keynes Southampton Sheffield | Leigh Rotherham MCR Trafford Londres Brighton · & Hove Milton Keynes Southampton Sheffield | Manchester City Academy Stadium |                                 |
| Leigh Rotherham MCR Trafford Londres Brighton · & Hove Milton Keynes Southampton Sheffield | Leigh Rotherham MCR Trafford Londres Brighton · & Hove Milton Keynes Southampton Sheffield | Londres                         |                                 |
| Leigh Rotherham MCR Trafford Londres Brighton · & Hove Milton Keynes Southampton Sheffield | Leigh Rotherham MCR Trafford Londres Brighton · & Hove Milton Keynes Southampton Sheffield | Brentford Community Stadium     | Wembley Stadium                 |
| Leigh Rotherham MCR Trafford Londres Brighton · & Hove Milton Keynes Southampton Sheffield | Leigh Rotherham MCR Trafford Londres Brighton · & Hove Milton Keynes Southampton Sheffield | Capacidad: 17 250               | Capacidad: 90 000               |
| Leigh Rotherham MCR Trafford Londres Brighton · & Hove Milton Keynes Southampton Sheffield | Leigh Rotherham MCR Trafford Londres Brighton · & Hove Milton Keynes Southampton Sheffield | Brentford Community Stadium     |                                 |
| Leigh Rotherham MCR Trafford Londres Brighton · & Hove Milton Keynes Southampton Sheffield | Leigh Rotherham MCR Trafford Londres Brighton · & Hove Milton Keynes Southampton Sheffield | Milton Keynes                   | Rotherham                       |
| Leigh Rotherham MCR Trafford Londres Brighton · & Hove Milton Keynes Southampton Sheffield | Leigh Rotherham MCR Trafford Londres Brighton · & Hove Milton Keynes Southampton Sheffield | Stadium MK                      | New York Stadium                |
| Leigh Rotherham MCR Trafford Londres Brighton · & Hove Milton Keynes Southampton Sheffield | Leigh Rotherham MCR Trafford Londres Brighton · & Hove Milton Keynes Southampton Sheffield | Capacidad: 30 500               | Capacidad: 12 021               |
| Leigh Rotherham MCR Trafford Londres Brighton · & Hove Milton Keynes Southampton Sheffield | Leigh Rotherham MCR Trafford Londres Brighton · & Hove Milton Keynes Southampton Sheffield | Stadium MK                      | New York Stadium                |
| Sheffield                                                                                  | Southampton                                                                                | Trafford                        | Wigan and Leigh (Leigh)         |
| Bramall Lane                                                                               | St Mary's Stadium                                                                          | Old Trafford                    | Leigh Sports Village            |
| Capacidad: 32 702                                                                          | Capacidad: 32 505                                                                          | Capacidad: 74 879               | Capacidad: 12 000               |
| Bramall Lane                                                                               | St. Mary’s Stadium                                                                         |                                 | Leigh Sports Village Stadium    |

## Árbitras
Un total de 13 árbitras, 25 árbitras asistentes, 16 árbitros asistences de vídeo y 2 árbitras de reserva fueron designados para la fase final del campeonato.
| Árbitras                | Árbitras Asistentes        | Árbitras Asistentes   |
| ----------------------- | -------------------------- | --------------------- |
| Riem Hussein            | Katrin Rafalski            | Sara Telek            |
| Ivana Martinčić         | Sanja Rođak-Karšić         | Polyxeni Irodotou     |
| Marta Huerta de Aza     | Guadalupe Porras Ayuso     | Mária Súkeníková      |
| Lina Lehtovaara         | Staša Špur                 | Franca Overtoom       |
| Stéphanie Frappart      | Élodie Coppola             | Manuela Nicolosi      |
| Cheryl Foster           | Karolin Kaivoja            | Paulina Baranowska    |
| Rebecca Welch           | Sian Massey                | Lisa Rashid           |
| Jana Adámková           | Lucie Ratajová             | Chrysoula Kourompylia |
| Iuliana Demetrescu      | Petruța Iugulescu          | Anita Vad             |
| Tess Olofsson           | Almira Spahić              | Michelle O'Neill      |
| Esther Staubli          | Susanne Küng               | Francesca Di Monte    |
| Kateryna Monzul         | Maryna Striletska          | Maryna Striletska     |
| Emikar Calderas Barrera | Migdalia Rodríguez Chirino | Mary Blanco Bolívar   |

| Árbitras de soporte | Árbitras de soporte |
| ------------------- | ------------------- |
| Lorraine Watson     | Ivana Projkovska    |

| Árbitros Asistentes de Vídeo |
| ---------------------------- |
| Christian Dingert            |
| Harm Osmers                  |
| Ella De Vries                |
| Guillermo Cuadra Fernández   |
| José Sánchez Martínez        |
| Benoît Millot                |
| Maïka Vanderstichel          |
| Chris Kavanagh               |
| Maurizio Mariani             |
| Paolo Valeri                 |
| Pol van Boekel               |
| Dennis Higler                |
| Bartosz Frankowski           |
| Tomasz Kwiatkowski           |
| Luís Miguel Branco Godinho   |
| Tiago Lopes Martins          |

## Fase de grupos
El calendario final de la competición fue anunciado el 2 de mayo de 2022.
- Todos los horarios corresponden a la hora local de Inglaterra (UTC+1).

### Grupo A
| Equipo            | Pts. | PJ | PG | PE | PP | GF | GC | Dif. |
| ----------------- | ---- | -- | -- | -- | -- | -- | -- | ---- |
| Inglaterra        | 9    | 3  | 3  | 0  | 0  | 14 | 0  | +14  |
| Austria           | 6    | 3  | 2  | 0  | 1  | 3  | 1  | +2   |
| Noruega           | 3    | 3  | 1  | 0  | 2  | 4  | 10 | −6   |
| Irlanda del Norte | 0    | 3  | 0  | 0  | 3  | 1  | 11 | −10  |

| 6 de julio de 2022, 20:00 | Inglaterra | 1:0 (1:0) | Austria | Old Trafford, Trafford                                                                        |                                                                                               |
|                           | Mead 16'   | Reporte   |         | Asistencia: 68 871 espectadores Árbitra: Marta Huerta de Aza VAR: José María Sánchez Martínez | Asistencia: 68 871 espectadores Árbitra: Marta Huerta de Aza VAR: José María Sánchez Martínez |

| 7 de julio de 2022, 20:00                                                           | Noruega                                                             | 4:1 (3:0) | Irlanda del Norte | St Mary's Stadium, Southampton                                            |                                                                           |
|                                                                                     | - Blakstad 10' - Maanum 13' - Graham Hansen 31' (pen.) - Reiten 54' | Reporte   | Nelson 49'        | Asistencia: 9146 espectadores Árbitra: Lina Lehtovaara VAR: Tiago Martins | Asistencia: 9146 espectadores Árbitra: Lina Lehtovaara VAR: Tiago Martins |
| Julie Nelson convierte el primer gol de Irlanda del Norte en una Eurocopa Femenina. |                                                                     |           |                   |                                                                           |                                                                           |

| 11 de julio de 2022, 17:00 | Austria                           | 2:0 (1:0) | Irlanda del Norte | St Mary's Stadium, Southampton                                                          |                                                                                         |
|                            | - Schiechtl 19' - Naschenweng 88' | Reporte   |                   | Asistencia: 9268 espectadores Árbitra: Emikar Calderas VAR: José María Sánchez Martínez | Asistencia: 9268 espectadores Árbitra: Emikar Calderas VAR: José María Sánchez Martínez |

| 11 de julio de 2022, 20:00                            | Inglaterra                                                                        | 8:0 (6:0) | Noruega | Community Stadium, Brighton & Hove                                           |                                                                              |
|                                                       | - Stanway 12' (pen.) - Hemp 15' - White 29', 41' - Mead 34', 38', 81' - Russo 66' | Reporte   |         | Asistencia: 28 847 espectadores Árbitra: Riem Hussein VAR: Christian Dingert | Asistencia: 28 847 espectadores Árbitra: Riem Hussein VAR: Christian Dingert |
| Mayor goleada en la historia de la Eurocopa Femenina. |                                                                                   |           |         |                                                                              |                                                                              |

| 15 de julio de 2022, 20:00 | Irlanda del Norte | 0:5 (0:2) | Inglaterra                                                   | St Mary's Stadium, Southampton                                           |                                                                          |
|                            |                   | Reporte   | - Kirby 40' - Mead 44' - Russo 48', 53' - Burrows 76' (a.g.) | Asistencia: 30 785 espectadores Árbitra: Esther Staubli VAR: Harm Osmers | Asistencia: 30 785 espectadores Árbitra: Esther Staubli VAR: Harm Osmers |

| 15 de julio de 2022, 20:00 | Austria   | 1:0 (1:0) | Noruega | Community Stadium, Brighton & Hove                                         |                                                                            |
|                            | Billa 37' | Reporte   |         | Asistencia: 12 667 espectadores Árbitra: Kateryna Monzul VAR: Paolo Valeri | Asistencia: 12 667 espectadores Árbitra: Kateryna Monzul VAR: Paolo Valeri |

### Grupo B
| Equipo    | Pts. | PJ | PG | PE | PP | GF | GC | Dif. |
| --------- | ---- | -- | -- | -- | -- | -- | -- | ---- |
| Alemania  | 9    | 3  | 3  | 0  | 0  | 9  | 0  | +9   |
| España    | 6    | 3  | 2  | 0  | 1  | 5  | 3  | +2   |
| Dinamarca | 3    | 3  | 1  | 0  | 2  | 1  | 5  | −4   |
| Finlandia | 0    | 3  | 0  | 0  | 3  | 1  | 8  | −7   |

| 8 de julio de 2022, 17:00 | España                                                               | 4:1 (2:1) | Finlandia    | Stadium MK, Milton Keynes                                                  |                                                                            |
|                           | - Paredes 26' - Bonmatí 41' - L. García 75' - Caldentey 90+5' (pen.) | Reporte   | Sällström 1' | Asistencia: 16 819 espectadores Árbitra: Kateryna Monzul VAR: Paolo Valeri | Asistencia: 16 819 espectadores Árbitra: Kateryna Monzul VAR: Paolo Valeri |

| 8 de julio de 2022, 20:00 | Alemania                                              | 4:0 (1:0) | Dinamarca | Brentford Community Stadium, Londres                                       |                                                                            |
|                           | - Magull 21' - Schüller 57' - Lattwein 78' - Popp 86' | Reporte   |           | Asistencia: 15 736 espectadores Árbitra: Esther Staubli VAR: Benoît Millot | Asistencia: 15 736 espectadores Árbitra: Esther Staubli VAR: Benoît Millot |

| 12 de julio de 2022, 17:00 | Dinamarca  | 1:0 (0:0) | Finlandia | Stadium MK, Milton Keynes                                                       |                                                                                 |
|                            | Harder 72' | Reporte   |           | Asistencia: 11 615 espectadores Árbitra: Iuliana Demetrescu VAR: Pol van Boekel | Asistencia: 11 615 espectadores Árbitra: Iuliana Demetrescu VAR: Pol van Boekel |

| 12 de julio de 2022, 20:00 | Alemania             | 2:0 (2:0) | España | Brentford Community Stadium, Londres                                           |                                                                                |
|                            | - Bühl 3' - Popp 37' | Reporte   |        | Asistencia: 16 037 espectadores Árbitra: Stéphanie Frappart VAR: Benoît Millot | Asistencia: 16 037 espectadores Árbitra: Stéphanie Frappart VAR: Benoît Millot |

| 16 de julio de 2022, 20:00 | Finlandia | 0:3 (0:1) | Alemania                                 | Stadium MK, Milton Keynes                                                   |                                                                             |
|                            |           | Reporte   | - Kleinherne 40' - Popp 48' - Anyomi 63' | Asistencia: 20 721 espectadores Árbitra: Emikar Calderas VAR: Tiago Martins | Asistencia: 20 721 espectadores Árbitra: Emikar Calderas VAR: Tiago Martins |

| 16 de julio de 2022, 20:00 | Dinamarca | 0:1 (0:0) | España      | Brentford Community Stadium, Londres                                       |                                                                            |
|                            |           | Reporte   | Cardona 90' | Asistencia: 16 041 espectadores Árbitra: Rebecca Welch VAR: Pol van Boekel | Asistencia: 16 041 espectadores Árbitra: Rebecca Welch VAR: Pol van Boekel |

### Grupo C
| Equipo       | Pts. | PJ | PG | PE | PP | GF | GC | Dif. |
| ------------ | ---- | -- | -- | -- | -- | -- | -- | ---- |
| Suecia       | 7    | 3  | 2  | 1  | 0  | 8  | 2  | +6   |
| Países Bajos | 7    | 3  | 2  | 1  | 0  | 8  | 4  | +4   |
| Suiza        | 1    | 3  | 0  | 1  | 2  | 4  | 8  | −4   |
| Portugal     | 1    | 3  | 0  | 1  | 2  | 4  | 10 | −6   |

| 9 de julio de 2022, 17:00 | Portugal                   | 2:2 (0:2) | Suiza               | Leigh Sports Village, Wigan & Leigh                                         |                                                                             |
|                           | - Gomes 58' - J. Silva 65' | Reporte   | - Sow 2' - Kiwic 5' | Asistencia: 5902 espectadores Árbitra: Jana Adámková VAR: Christian Dingert | Asistencia: 5902 espectadores Árbitra: Jana Adámková VAR: Christian Dingert |

| 9 de julio de 2022, 20:00 | Países Bajos | 1:1 (0:1) | Suecia        | Bramall Lane, Sheffield                                                        |                                                                                |
|                           | Roord 52'    | Reporte   | Andersson 36' | Asistencia: 21 342 espectadores Árbitra: Cheryl Foster VAR: Tomasz Kwiatkowski | Asistencia: 21 342 espectadores Árbitra: Cheryl Foster VAR: Tomasz Kwiatkowski |

| 13 de julio de 2022, 17:00 | Suecia                     | 2:1 (0:0) | Suiza        | Bramall Lane, Sheffield                                                                       |                                                                                               |
|                            | - Rolfö 53' - Bennison 79' | Reporte   | Bachmann 55' | Asistencia: 12 914 espectadores Árbitra: Marta Huerta de Aza VAR: José María Sánchez Martínez | Asistencia: 12 914 espectadores Árbitra: Marta Huerta de Aza VAR: José María Sánchez Martínez |

| 13 de julio de 2022, 20:00 | Países Bajos                                        | 3:2 (2:1) | Portugal                              | Leigh Sports Village, Wigan & Leigh                                      |                                                                          |
|                            | - Egurrola 7' - Van der Gragt 16' - Van de Donk 62' | Reporte   | - C. Costa 38' (pen.) - Di. Silva 47' | Asistencia: 6966 espectadores Árbitra: Ivana Martinčić VAR: Paolo Valeri | Asistencia: 6966 espectadores Árbitra: Ivana Martinčić VAR: Paolo Valeri |

| 17 de julio de 2022, 17:00 | Suiza        | 1:4 (0:0) | Países Bajos                                                 | Bramall Lane, Sheffield                                                           |                                                                                   |
|                            | Reuteler 53' | Reporte   | - Crnogorčević 49' (a.g.) - Leuchter 84', 90+5' - Pelova 89' | Asistencia: 22 596 espectadores Árbitra: Iuliana Demetrescu VAR: Maurizio Mariani | Asistencia: 22 596 espectadores Árbitra: Iuliana Demetrescu VAR: Maurizio Mariani |

| 17 de julio de 2022, 17:00 | Suecia                                                                                | 5:0 (3:0) | Portugal | Leigh Sports Village, Wigan & Leigh                                               |                                                                                   |
|                            | - Angeldal 21', 45' - C. Costa 45+7' (a.g.) - Asllani 54' (pen.) - Blackstenius 90+1' | Reporte   |          | Asistencia: 7118 espectadores Árbitra: Stéphanie Frappart VAR: Tomasz Kwiatkowski | Asistencia: 7118 espectadores Árbitra: Stéphanie Frappart VAR: Tomasz Kwiatkowski |

### Grupo D
| Equipo   | Pts. | PJ | PG | PE | PP | GF | GC | Dif. |
| -------- | ---- | -- | -- | -- | -- | -- | -- | ---- |
| Francia  | 7    | 3  | 2  | 1  | 0  | 8  | 3  | +5   |
| Bélgica  | 4    | 3  | 1  | 1  | 1  | 3  | 3  | 0    |
| Islandia | 3    | 3  | 0  | 3  | 0  | 3  | 3  | 0    |
| Italia   | 1    | 3  | 0  | 1  | 2  | 2  | 7  | −5   |

| 10 de julio de 2022, 17:00 | Bélgica                  | 1:1 (0:0) | Islandia             | Manchester City Academy Stadium, Mánchester                              |                                                                          |
|                            | Vanhaevermaet 67' (pen.) | Reporte   | - Þorvaldsdóttir 50' | Asistencia: 3859 espectadores Árbitra: Tess Olofsson VAR: Pol van Boekel | Asistencia: 3859 espectadores Árbitra: Tess Olofsson VAR: Pol van Boekel |

| 10 de julio de 2022, 20:00 | Francia                                            | 5:1 (5:0) | Italia       | New York Stadium, Rotherham                                              |                                                                          |
|                            | - Geyoro 9', 40', 45' - Katoto 12' - Cascarino 38' | Reporte   | Piemonte 76' | Asistencia: 8541 espectadores Árbitra: Rebecca Welch VAR: Chris Kavanagh | Asistencia: 8541 espectadores Árbitra: Rebecca Welch VAR: Chris Kavanagh |

| 14 de julio de 2022, 17:00 | Italia          | 1:1 (0:1) | Islandia           | Manchester City Academy Stadium, Mánchester                               |                                                                           |
|                            | Bergamaschi 62' | Reporte   | Vilhjálmsdóttir 3' | Asistencia: 4029 espectadores Árbitra: Lina Lehtovaara VAR: Tiago Martins | Asistencia: 4029 espectadores Árbitra: Lina Lehtovaara VAR: Tiago Martins |

| 14 de julio de 2022, 20:00 | Francia                      | 2:1 (2:1) | Bélgica    | New York Stadium, Rotherham                                                  |                                                                              |
|                            | - Diani 6' - Mbock Bathy 41' | Reporte   | Cayman 36' | Asistencia: 8173 espectadores Árbitra: Cheryl Foster VAR: Tomasz Kwiatkowski | Asistencia: 8173 espectadores Árbitra: Cheryl Foster VAR: Tomasz Kwiatkowski |

| 18 de julio de 2022, 20:00 | Islandia                     | 1:1 (0:1) | Francia   | New York Stadium, Rotherham                                             |                                                                         |
|                            | Brynjarsdóttir 90+12' (pen.) | Reporte   | Malard 1' | Asistencia: 7392 espectadores Árbitra: Jana Adámková VAR: Tiago Martins | Asistencia: 7392 espectadores Árbitra: Jana Adámková VAR: Tiago Martins |

| 18 de julio de 2022, 20:00                                                        | Italia | 0:1 (0:0) | Bélgica       | Manchester City Academy Stadium, Mánchester                                |                                                                            |
|                                                                                   |        | Reporte   | De Caigny 49' | Asistencia: 3919 espectadores Árbitra: Ivana Martinčić VAR: Pol van Boekel | Asistencia: 3919 espectadores Árbitra: Ivana Martinčić VAR: Pol van Boekel |
| Primera clasificación de Bélgica a los cuartos de final en una Eurocopa Femenina. |        |           |               |                                                                            |                                                                            |

## Fase de eliminación
|  | Cuartos de final  | Cuartos de final  |          |            | Semifinales      | Semifinales      |  |                   | Final       | Final       |  |
|  | 20 al 23 de julio | 20 al 23 de julio |          |            | 26 y 27 de julio | 26 y 27 de julio |  |                   | 31 de julio | 31 de julio |  |
|  |                   |                   |          |            |                  |                  |  |                   |             |             |  |
|  |                   |                   |          |            |                  |                  |  |                   |             |             |  |
|  | Inglaterra (t.s.) | 2                 |          |            |                  |                  |  |                   |             |             |  |
|  | Inglaterra (t.s.) | 2                 |          |            |                  |                  |  |                   |             |             |  |
|  | España            | 1                 |          |            |                  |                  |  |                   |             |             |  |
|  | España            | 1                 |          | Inglaterra | 4                |                  |  |                   |             |             |  |
|  |                   |                   |          | Inglaterra | 4                |                  |  |                   |             |             |  |
|  |                   |                   | Suecia   | 0          |                  |                  |  |                   |             |             |  |
|  | Suecia            | 1                 | Suecia   | 0          |                  |                  |  |                   |             |             |  |
|  | Suecia            | 1                 |          |            |                  |                  |  |                   |             |             |  |
|  | Bélgica           | 0                 |          |            |                  |                  |  |                   |             |             |  |
|  | Bélgica           | 0                 |          |            |                  |                  |  | Inglaterra (t.s.) | 2           |             |  |
|  |                   |                   |          |            |                  |                  |  | Inglaterra (t.s.) | 2           |             |  |
|  |                   |                   | Alemania | 1          |                  |                  |  |                   |             |             |  |
|  | Alemania          | 2                 | Alemania | 1          |                  |                  |  |                   |             |             |  |
|  | Alemania          | 2                 |          |            |                  |                  |  |                   |             |             |  |
|  | Austria           | 0                 |          |            |                  |                  |  |                   |             |             |  |
|  | Austria           | 0                 |          | Alemania   | 2                |                  |  |                   |             |             |  |
|  |                   |                   |          | Alemania   | 2                |                  |  |                   |             |             |  |
|  |                   |                   | Francia  | 1          |                  |                  |  |                   |             |             |  |
|  | Francia (t.s.)    | 1                 | Francia  | 1          |                  |                  |  |                   |             |             |  |
|  | Francia (t.s.)    | 1                 |          |            |                  |                  |  |                   |             |             |  |
|  | Países Bajos      | 0                 |          |            |                  |                  |  |                   |             |             |  |
|  | Países Bajos      | 0                 |          |            |                  |                  |  |                   |             |             |  |
|  |                   |                   |          |            |                  |                  |  |                   |             |             |  |

### Cuartos de final
| 20 de julio de 2022, 20:00 | Inglaterra                | 2:1 (1:1, 0:0) (t. s.) | España       | Community Stadium, Brighton & Hove                                              |                                                                                 |
|                            | - Toone 84' - Stanway 96' | Reporte                | González 54' | Asistencia: 28 994 espectadores Árbitra: Stéphanie Frappart VAR: Pol van Boekel | Asistencia: 28 994 espectadores Árbitra: Stéphanie Frappart VAR: Pol van Boekel |

| 21 de julio de 2022, 20:00 | Alemania                | 2:0 (1:0) | Austria | Brentford Community Stadium, Londres                                           |                                                                                |
|                            | - Magull 25' - Popp 90' | Reporte   |         | Asistencia: 16 025 espectadores Árbitra: Rebecca Welch VAR: Tomasz Kwiatkowski | Asistencia: 16 025 espectadores Árbitra: Rebecca Welch VAR: Tomasz Kwiatkowski |

| 22 de julio de 2022, 20:00 | Suecia         | 1:0 (0:0) | Bélgica | Leigh Sports Village, Wigan & Leigh                                      |                                                                          |
|                            | Sembrant 90+2' | Reporte   |         | Asistencia: 7517 espectadores Árbitra: Kateryna Monzul VAR: Paolo Valeri | Asistencia: 7517 espectadores Árbitra: Kateryna Monzul VAR: Paolo Valeri |

| 23 de julio de 2022, 20:00                                                   | Francia              | 1:0 (0:0, 0:0) (t. s.) | Países Bajos | New York Stadium, Rotherham                                               |                                                                           |
|                                                                              | Périsset 102' (pen.) | Reporte                |              | Asistencia: 9764 espectadores Árbitra: Ivana Martinčić VAR: Tiago Martins | Asistencia: 9764 espectadores Árbitra: Ivana Martinčić VAR: Tiago Martins |
| Primera clasificación de Francia a las semifinales en una Eurocopa Femenina. |                      |                        |              |                                                                           |                                                                           |

### Semifinales
| 26 de julio de 2022, 20:00 | Inglaterra                                      | 4:0 (1:0) | Suecia | Bramall Lane, Sheffield                                                     |                                                                             |
|                            | - Mead 34' - Bronze 48' - Russo 68' - Kirby 76' | Reporte   |        | Asistencia: 28 624 espectadores Árbitra: Esther Staubli VAR: Pol van Boekel | Asistencia: 28 624 espectadores Árbitra: Esther Staubli VAR: Pol van Boekel |

| 27 de julio de 2022, 20:00 | Alemania        | 2:1 (1:1) | Francia           | Stadium MK, Milton Keynes                                                      |                                                                                |
|                            | - Popp 40', 76' | Reporte   | Frohms 44' (a.g.) | Asistencia: 27 445 espectadores Árbitra: Cheryl Foster VAR: Tomasz Kwiatkowski | Asistencia: 27 445 espectadores Árbitra: Cheryl Foster VAR: Tomasz Kwiatkowski |

### Final
| 31 de julio de 2022, 17:00 | Inglaterra               | 2:1 (1:1, 0:0) (t. s.) | Alemania   | Estadio de Wembley, Londres                                                |                                                                            |
| | - Toone 62' - Kelly 111' | Reporte                | Magull 79' | Asistencia: 87 192 espectadores Árbitra: Kateryna Monzul VAR: Paolo Valeri | Asistencia: 87 192 espectadores Árbitra: Kateryna Monzul VAR: Paolo Valeri |
| Primer título de Inglaterra en la historia de la Eurocopa Femenina. Récord de asistencia en un partido de Eurocopa Femenina con 87.192 asistentes. |                          |                        |            |                                                                            |                                                                            |

|  |  |

| POR            | 1  | Mary Earps      |      |      |
| DEF            | 2  | Lucy Bronze     |      |      |
| DEF            | 6  | Millie Bright   |      |      |
| DEF            | 8  | Leah Williamson |      |      |
| DEF            | 3  | Rachel Daly     |      | 88'  |
| MED            | 10 | Georgia Stanway | 23'  | 88'  |
| MED            | 4  | Keira Walsh     |      |      |
| MED            | 7  | Beth Mead       |      | 63'  |
| DEL            | 14 | Fran Kirby      |      | 55'  |
| DEL            | 11 | Lauren Hemp     |      | 120' |
| DEL            | 9  | Ellen White     | 24'  | 55'  |
| Cambios:       |    |                 |      |      |
| MED            | 20 | Ella Toone      |      | 55'  |
| DEL            | 23 | Alessia Russo   | 100' | 55'  |
| DEL            | 18 | Chloe Kelly     | 111' | 63'  |
| DEF            | 5  | Alex Greenwood  |      | 88'  |
| MED            | 16 | Jill Scott      |      | 88'  |
| DEL            | 17 | Nikita Parris   |      | 120' |
| Entrenadora:   |    |                 |      |      |
| Sarina Wiegman |    |                 |      |      |

| POR                      | 1  | Merle Frohms     |     |      |
| DEF                      | 15 | Giulia Gwinn     |     |      |
| DEF                      | 3  | Kathrin Hendrich |     |      |
| DEF                      | 5  | Marina Hegering  |     | 103' |
| DEF                      | 17 | Felicitas Rauch  | 40' | 113' |
| MED                      | 20 | Lina Magull      |     | 91'  |
| MED                      | 6  | Lena Oberdorf    | 57' |      |
| MED                      | 13 | Sara Däbritz     |     | 73'  |
| DEL                      | 9  | Svenja Huth      |     |      |
| DEL                      | 7  | Lea Schüller     | 57' | 67'  |
| DEL                      | 22 | Jule Brand       |     | 46'  |
| Cambios:                 |    |                  |     |      |
| DEL                      | 18 | Tabea Waßmuth    |     | 46'  |
| DEL                      | 14 | Nicole Anyomi    |     | 67'  |
| MED                      | 8  | Sydney Lohmann   |     | 73'  |
| MED                      | 16 | Linda Dallmann   |     | 91'  |
| DEF                      | 23 | Sara Doorsoun    |     | 103' |
| MED                      | 4  | Lena Lattwein    |     | 113' |
| Entrenadora:             |    |                  |     |      |
| Martina Voss-Tecklenburg |    |                  |     |      |

| Jugadora del partido: Keira Walsh (Inglaterra) Árbitros asistentes: Maryna Striletska (Ucrania) Paulina Baranowska (Polonia) Cuarto árbitro: Stéphanie Frappart (Francia) Árbitro asistente de video: Paolo Valeri (Italia) Asistentes VAR: Maurizio Mariani (Italia) Pol van Boekel (Netherlands) |

|                                |
| Bandera de Inglaterra          |
| Campeón Inglaterra 1.er título |

## Estadísticas

### Tabla general

Mapa según los resultados del torneo.
Campeón
Subcampeón
Semifinalista
Cuartos de final
Fase de grupos
Expulsada en la fase de clasificación
Fase de clasificación
No participó

La tabla de rendimiento no refleja la clasificación final de los equipos, sino que muestra el rendimiento de los mismos dependiendo de la ronda final alcanzada. Si en la segunda fase algún partido se define mediante tiros de penal, el resultado final del juego se considera empate.
| Selección | Selección         | Pts. | PJ | PG | PE | PP | GF | GC | Dif. |
| --------- | ----------------- | ---- | -- | -- | -- | -- | -- | -- | ---- |
| 1         | Inglaterra        | 18   | 6  | 6  | 0  | 0  | 22 | 2  | +20  |
| 2         | Alemania          | 15   | 6  | 5  | 0  | 1  | 14 | 3  | +11  |
| 3         | Francia           | 10   | 5  | 3  | 1  | 1  | 10 | 5  | +5   |
| 4         | Suecia            | 10   | 5  | 3  | 1  | 1  | 9  | 6  | +3   |
| 5         | Países Bajos      | 7    | 4  | 2  | 1  | 1  | 8  | 5  | +3   |
| 6         | España            | 6    | 4  | 2  | 0  | 2  | 6  | 5  | +1   |
| 7         | Austria           | 6    | 4  | 2  | 0  | 2  | 3  | 3  | 0    |
| 8         | Bélgica           | 4    | 4  | 1  | 1  | 2  | 3  | 4  | −1   |
| 9         | Islandia          | 3    | 3  | 0  | 3  | 0  | 3  | 3  | 0    |
| 10        | Dinamarca         | 3    | 3  | 1  | 0  | 2  | 1  | 5  | −4   |
| 11        | Noruega           | 3    | 3  | 1  | 0  | 2  | 4  | 10 | −6   |
| 12        | Suiza             | 1    | 3  | 0  | 1  | 2  | 4  | 8  | −4   |
| 13        | Italia            | 1    | 3  | 0  | 1  | 2  | 2  | 7  | −5   |
| 14        | Portugal          | 1    | 3  | 0  | 1  | 2  | 4  | 10 | −6   |
| 15        | Finlandia         | 0    | 3  | 0  | 0  | 3  | 1  | 8  | −7   |
| 16        | Irlanda del Norte | 0    | 3  | 0  | 0  | 3  | 1  | 11 | −10  |

| Jugadora          | Selección    | Goles | PJ |
| ----------------- | ------------ | ----- | -- |
| Beth Mead         | Inglaterra   | 6     | 6  |
| Alexandra Popp    | Alemania     | 6     | 5  |
| Alessia Russo     | Inglaterra   | 4     | 6  |
| Lina Magull       | Alemania     | 3     | 5  |
| Grace Geyoro      | Francia      | 3     | 5  |
| Fran Kirby        | Inglaterra   | 2     | 6  |
| Ella Toone        | Inglaterra   | 2     | 6  |
| Romée Leuchter    | Países Bajos | 2     | 2  |
| Ellen White       | Inglaterra   | 2     | 6  |
| Filippa Angeldahl | Suecia       | 2     | 5  |
| Georgia Stanway   | Inglaterra   | 2     | 6  |

| Lista completa | Lista completa    | Lista completa | Lista completa | Lista completa |
| --- | ----------------- | -------------- | -------------- | -------------- |
| \| Jugadora \| Selección \| Goles \| PJ \| \| ----------------------------- \| ----------------- \| ----- \| -- \| \| Kosovare Asllani \| Suecia \| 1 \| 5 \| \| Mariona Caldentey \| España \| 1 \| 4 \| \| Ève Périsset \| Francia \| 1 \| 4 \| \| Justine Vanhaevermaet \| Bélgica \| 1 \| 4 \| \| Caroline Graham Hansen \| Noruega \| 1 \| 3 \| \| Dagný Brynjarsdóttir \| Islandia \| 1 \| 3 \| \| Carole Costa \| Portugal \| 1 \| 3 \| \| Lauren Hemp \| Inglaterra \| 1 \| 6 \| \| Chloe Kelly \| Inglaterra \| 1 \| 6 \| \| Lena Lattwein \| Alemania \| 1 \| 5 \| \| Stina Blackstenius \| Suecia \| 1 \| 5 \| \| Janice Cayman \| Bélgica \| 1 \| 4 \| \| Victoria Pelova \| Países Bajos \| 1 \| 4 \| \| Jill Roord \| Países Bajos \| 1 \| 4 \| \| Linda Sällström \| Finlandia \| 1 \| 3 \| \| Linda Sembrant \| Suecia \| 1 \| 3 \| \| Karólína Lea Vilhjálmsdóttir \| Islandia \| 1 \| 3 \| \| Géraldine Reuteler \| Suiza \| 1 \| 3 \| \| Frida Maanum \| Noruega \| 1 \| 3 \| \| Valentina Bergamaschi \| Italia \| 1 \| 3 \| \| Katharina Naschenweng \| Austria \| 1 \| 3 \| \| Jéssica Silva \| Portugal \| 1 \| 3 \| \| Esther González \| España \| 1 \| 3 \| \| Ramona Bachmann \| Suiza \| 1 \| 3 \| \| Nicole Anyomi \| Alemania \| 1 \| 2 \| \| Marie-Antoinette Katoto \| Francia \| 1 \| 2 \| \| Katharina Schiechtl \| Austria \| 1 \| 1 \| \| Hanna Bennison \| Suecia \| 1 \| 5 \| \| Delphine Cascarino \| Francia \| 1 \| 5 \| \| Daniëlle van de Donk \| Países Bajos \| 1 \| 4 \| \| Coumba Sow \| Suiza \| 1 \| 3 \| \| Melvine Malard \| Francia \| 1 \| 5 \| \| Fridolina Rolfö \| Suecia \| 1 \| 5 \| \| Klara Bühl \| Alemania \| 1 \| 4 \| \| Tine De Caigny \| Bélgica \| 1 \| 4 \| \| Julie Blakstad \| Noruega \| 1 \| 3 \| \| Jonna Andersson \| Suecia \| 1 \| 3 \| \| Guro Reiten \| Noruega \| 1 \| 3 \| \| Lucy Bronze \| Inglaterra \| 1 \| 6 \| \| Kadidiatou Diani \| Francia \| 1 \| 5 \| \| Marta Cardona \| España \| 1 \| 4 \| \| Aitana Bonmatí \| España \| 1 \| 4 \| \| Nicole Billa \| Austria \| 1 \| 4 \| \| Irene Paredes \| España \| 1 \| 4 \| \| Stefanie van der Gragt \| Países Bajos \| 1 \| 4 \| \| Julie Nelson \| Irlanda del Norte \| 1 \| 3 \| \| Damaris Egurrola \| Países Bajos \| 1 \| 3 \| \| Sophia Kleinherne \| Alemania \| 1 \| 3 \| \| Lucía García \| España \| 1 \| 3 \| \| Diana Silva \| Portugal \| 1 \| 3 \| \| Griedge Mbock Bathy \| Francia \| 1 \| 3 \| \| Pernille Harder \| Dinamarca \| 1 \| 3 \| \| Berglind Björg Þorvaldsdóttir \| Islandia \| 1 \| 3 \| \| Lea Schüller \| Alemania \| 1 \| 2 \| \| Martina Piemonte \| Italia \| 1 \| 2 \| \| Rahel Kiwic \| Suiza \| 1 \| 2 \| \| Diana Gomes \| Portugal \| 1 \| 3 \| |                   |                |                |                |
| Jugadora | Selección         | Goles          | PJ             |                |
| Kosovare Asllani | Suecia            | 1              | 5              |                |
| Mariona Caldentey | España            | 1              | 4              |                |
| Ève Périsset | Francia           | 1              | 4              |                |
| Justine Vanhaevermaet | Bélgica           | 1              | 4              |                |
| Caroline Graham Hansen | Noruega           | 1              | 3              |                |
| Dagný Brynjarsdóttir | Islandia          | 1              | 3              |                |
| Carole Costa | Portugal          | 1              | 3              |                |
| Lauren Hemp | Inglaterra        | 1              | 6              |                |
| Chloe Kelly | Inglaterra        | 1              | 6              |                |
| Lena Lattwein | Alemania          | 1              | 5              |                |
| Stina Blackstenius | Suecia            | 1              | 5              |                |
| Janice Cayman | Bélgica           | 1              | 4              |                |
| Victoria Pelova | Países Bajos      | 1              | 4              |                |
| Jill Roord | Países Bajos      | 1              | 4              |                |
| Linda Sällström | Finlandia         | 1              | 3              |                |
| Linda Sembrant | Suecia            | 1              | 3              |                |
| Karólína Lea Vilhjálmsdóttir | Islandia          | 1              | 3              |                |
| Géraldine Reuteler | Suiza             | 1              | 3              |                |
| Frida Maanum | Noruega           | 1              | 3              |                |
| Valentina Bergamaschi | Italia            | 1              | 3              |                |
| Katharina Naschenweng | Austria           | 1              | 3              |                |
| Jéssica Silva | Portugal          | 1              | 3              |                |
| Esther González | España            | 1              | 3              |                |
| Ramona Bachmann | Suiza             | 1              | 3              |                |
| Nicole Anyomi | Alemania          | 1              | 2              |                |
| Marie-Antoinette Katoto | Francia           | 1              | 2              |                |
| Katharina Schiechtl | Austria           | 1              | 1              |                |
| Hanna Bennison | Suecia            | 1              | 5              |                |
| Delphine Cascarino | Francia           | 1              | 5              |                |
| Daniëlle van de Donk | Países Bajos      | 1              | 4              |                |
| Coumba Sow | Suiza             | 1              | 3              |                |
| Melvine Malard | Francia           | 1              | 5              |                |
| Fridolina Rolfö | Suecia            | 1              | 5              |                |
| Klara Bühl | Alemania          | 1              | 4              |                |
| Tine De Caigny | Bélgica           | 1              | 4              |                |
| Julie Blakstad | Noruega           | 1              | 3              |                |
| Jonna Andersson | Suecia            | 1              | 3              |                |
| Guro Reiten | Noruega           | 1              | 3              |                |
| Lucy Bronze | Inglaterra        | 1              | 6              |                |
| Kadidiatou Diani | Francia           | 1              | 5              |                |
| Marta Cardona | España            | 1              | 4              |                |
| Aitana Bonmatí | España            | 1              | 4              |                |
| Nicole Billa | Austria           | 1              | 4              |                |
| Irene Paredes | España            | 1              | 4              |                |
| Stefanie van der Gragt | Países Bajos      | 1              | 4              |                |
| Julie Nelson | Irlanda del Norte | 1              | 3              |                |
| Damaris Egurrola | Países Bajos      | 1              | 3              |                |
| Sophia Kleinherne | Alemania          | 1              | 3              |                |
| Lucía García | España            | 1              | 3              |                |
| Diana Silva | Portugal          | 1              | 3              |                |
| Griedge Mbock Bathy | Francia           | 1              | 3              |                |
| Pernille Harder | Dinamarca         | 1              | 3              |                |
| Berglind Björg Þorvaldsdóttir | Islandia          | 1              | 3              |                |
| Lea Schüller | Alemania          | 1              | 2              |                |
| Martina Piemonte | Italia            | 1              | 2              |                |
| Rahel Kiwic | Suiza             | 1              | 2              |                |
| Diana Gomes | Portugal          | 1              | 3              |                |

| Jugadora                      | Selección         | Goles | PJ |
| ----------------------------- | ----------------- | ----- | -- |
| Kosovare Asllani              | Suecia            | 1     | 5  |
| Mariona Caldentey             | España            | 1     | 4  |
| Ève Périsset                  | Francia           | 1     | 4  |
| Justine Vanhaevermaet         | Bélgica           | 1     | 4  |
| Caroline Graham Hansen        | Noruega           | 1     | 3  |
| Dagný Brynjarsdóttir          | Islandia          | 1     | 3  |
| Carole Costa                  | Portugal          | 1     | 3  |
| Lauren Hemp                   | Inglaterra        | 1     | 6  |
| Chloe Kelly                   | Inglaterra        | 1     | 6  |
| Lena Lattwein                 | Alemania          | 1     | 5  |
| Stina Blackstenius            | Suecia            | 1     | 5  |
| Janice Cayman                 | Bélgica           | 1     | 4  |
| Victoria Pelova               | Países Bajos      | 1     | 4  |
| Jill Roord                    | Países Bajos      | 1     | 4  |
| Linda Sällström               | Finlandia         | 1     | 3  |
| Linda Sembrant                | Suecia            | 1     | 3  |
| Karólína Lea Vilhjálmsdóttir  | Islandia          | 1     | 3  |
| Géraldine Reuteler            | Suiza             | 1     | 3  |
| Frida Maanum                  | Noruega           | 1     | 3  |
| Valentina Bergamaschi         | Italia            | 1     | 3  |
| Katharina Naschenweng         | Austria           | 1     | 3  |
| Jéssica Silva                 | Portugal          | 1     | 3  |
| Esther González               | España            | 1     | 3  |
| Ramona Bachmann               | Suiza             | 1     | 3  |
| Nicole Anyomi                 | Alemania          | 1     | 2  |
| Marie-Antoinette Katoto       | Francia           | 1     | 2  |
| Katharina Schiechtl           | Austria           | 1     | 1  |
| Hanna Bennison                | Suecia            | 1     | 5  |
| Delphine Cascarino            | Francia           | 1     | 5  |
| Daniëlle van de Donk          | Países Bajos      | 1     | 4  |
| Coumba Sow                    | Suiza             | 1     | 3  |
| Melvine Malard                | Francia           | 1     | 5  |
| Fridolina Rolfö               | Suecia            | 1     | 5  |
| Klara Bühl                    | Alemania          | 1     | 4  |
| Tine De Caigny                | Bélgica           | 1     | 4  |
| Julie Blakstad                | Noruega           | 1     | 3  |
| Jonna Andersson               | Suecia            | 1     | 3  |
| Guro Reiten                   | Noruega           | 1     | 3  |
| Lucy Bronze                   | Inglaterra        | 1     | 6  |
| Kadidiatou Diani              | Francia           | 1     | 5  |
| Marta Cardona                 | España            | 1     | 4  |
| Aitana Bonmatí                | España            | 1     | 4  |
| Nicole Billa                  | Austria           | 1     | 4  |
| Irene Paredes                 | España            | 1     | 4  |
| Stefanie van der Gragt        | Países Bajos      | 1     | 4  |
| Julie Nelson                  | Irlanda del Norte | 1     | 3  |
| Damaris Egurrola              | Países Bajos      | 1     | 3  |
| Sophia Kleinherne             | Alemania          | 1     | 3  |
| Lucía García                  | España            | 1     | 3  |
| Diana Silva                   | Portugal          | 1     | 3  |
| Griedge Mbock Bathy           | Francia           | 1     | 3  |
| Pernille Harder               | Dinamarca         | 1     | 3  |
| Berglind Björg Þorvaldsdóttir | Islandia          | 1     | 3  |
| Lea Schüller                  | Alemania          | 1     | 2  |
| Martina Piemonte              | Italia            | 1     | 2  |
| Rahel Kiwic                   | Suiza             | 1     | 2  |
| Diana Gomes                   | Portugal          | 1     | 3  |

| Jugadora         | Selección  | Asistencias | PJ |
| ---------------- | ---------- | ----------- | -- |
| Beth Mead        | Inglaterra | 5           | 6  |
| Fran Kirby       | Inglaterra | 3           | 6  |
| Kosovare Asllani | Suecia     | 3           | 5  |
| Keira Walsh      | Inglaterra | 3           | 6  |
| Clara Matéo      | Francia    | 2           | 4  |
| Ramona Bachmann  | Suiza      | 2           | 3  |
| Sarah Puntigam   | Austria    | 2           | 4  |
| María Pilar León | España     | 2           | 4  |
| Sakina Karchaoui | Francia    | 2           | 5  |
| Svenja Huth      | Alemania   | 2           | 6  |
| Lucy Bronze      | Inglaterra | 2           | 6  |

| Lista completa | Lista completa    | Lista completa | Lista completa | Lista completa |
| --- | ----------------- | -------------- | -------------- | -------------- |
| \| Jugadora \| Selección \| Asistencias \| PJ \| \| ---------------------------- \| ----------------- \| ----------- \| -- \| \| Sherida Spitse \| Países Bajos \| 1 \| 4 \| \| Felicitas Rauch \| Alemania \| 1 \| 5 \| \| Mariona Caldentey \| España \| 1 \| 4 \| \| Lauren Hemp \| Inglaterra \| 1 \| 6 \| \| Karólína Lea Vilhjálmsdóttir \| Islandia \| 1 \| 3 \| \| Verena Hanshaw \| Austria \| 1 \| 4 \| \| Lisa Boattin \| Italia \| 1 \| 3 \| \| Jonna Andersson \| Suecia \| 1 \| 3 \| \| Sandie Toletti \| Francia \| 1 \| 5 \| \| Lina Magull \| Alemania \| 1 \| 5 \| \| Guro Reiten \| Noruega \| 1 \| 3 \| \| Klara Bühl \| Alemania \| 1 \| 4 \| \| Tessa Wullaert \| Bélgica \| 1 \| 4 \| \| Alessia Russo \| Inglaterra \| 1 \| 6 \| \| Barbara Bonansea \| Italia \| 1 \| 3 \| \| Giulia Gwinn \| Alemania \| 1 \| 6 \| \| Nathalie Björn \| Suecia \| 1 \| 5 \| \| Kadidiatou Diani \| Francia \| 1 \| 5 \| \| Tabea Waßmuth \| Alemania \| 1 \| 4 \| \| Victoria Pelova \| Países Bajos \| 1 \| 4 \| \| Lynn Wilms \| Países Bajos \| 1 \| 4 \| \| Ada Hegerberg \| Noruega \| 1 \| 3 \| \| Olga Carmona \| España \| 1 \| 2 \| \| Marie-Antoinette Katoto \| Francia \| 1 \| 2 \| \| Ella Toone \| Inglaterra \| 1 \| 6 \| \| Kathrin Hendrich \| Alemania \| 1 \| 6 \| \| Lena Oberdorf \| Alemania \| 1 \| 5 \| \| Fridolina Rolfö \| Suecia \| 1 \| 5 \| \| Athenea del Castillo \| España \| 1 \| 4 \| \| Sari Kees \| Bélgica \| 1 \| 4 \| \| Sydney Lohmann \| Alemania \| 1 \| 4 \| \| Stefanie van der Gragt \| Países Bajos \| 1 \| 4 \| \| Rachel Furness \| Irlanda del Norte \| 1 \| 3 \| \| Tatiana Pinto \| Portugal \| 1 \| 3 \| \| Lieke Martens \| Países Bajos \| 1 \| 3 \| \| Carole Costa \| Portugal \| 1 \| 3 \| \| Karen Holmgaard \| Dinamarca \| 1 \| 2 \| \| Anna Westerlund \| Finlandia \| 1 \| 2 \| \| Olivia Schough \| Suecia \| 1 \| 1 \| |                   |                |                |                |
| Jugadora | Selección         | Asistencias    | PJ             |                |
| Sherida Spitse | Países Bajos      | 1              | 4              |                |
| Felicitas Rauch | Alemania          | 1              | 5              |                |
| Mariona Caldentey | España            | 1              | 4              |                |
| Lauren Hemp | Inglaterra        | 1              | 6              |                |
| Karólína Lea Vilhjálmsdóttir | Islandia          | 1              | 3              |                |
| Verena Hanshaw | Austria           | 1              | 4              |                |
| Lisa Boattin | Italia            | 1              | 3              |                |
| Jonna Andersson | Suecia            | 1              | 3              |                |
| Sandie Toletti | Francia           | 1              | 5              |                |
| Lina Magull | Alemania          | 1              | 5              |                |
| Guro Reiten | Noruega           | 1              | 3              |                |
| Klara Bühl | Alemania          | 1              | 4              |                |
| Tessa Wullaert | Bélgica           | 1              | 4              |                |
| Alessia Russo | Inglaterra        | 1              | 6              |                |
| Barbara Bonansea | Italia            | 1              | 3              |                |
| Giulia Gwinn | Alemania          | 1              | 6              |                |
| Nathalie Björn | Suecia            | 1              | 5              |                |
| Kadidiatou Diani | Francia           | 1              | 5              |                |
| Tabea Waßmuth | Alemania          | 1              | 4              |                |
| Victoria Pelova | Países Bajos      | 1              | 4              |                |
| Lynn Wilms | Países Bajos      | 1              | 4              |                |
| Ada Hegerberg | Noruega           | 1              | 3              |                |
| Olga Carmona | España            | 1              | 2              |                |
| Marie-Antoinette Katoto | Francia           | 1              | 2              |                |
| Ella Toone | Inglaterra        | 1              | 6              |                |
| Kathrin Hendrich | Alemania          | 1              | 6              |                |
| Lena Oberdorf | Alemania          | 1              | 5              |                |
| Fridolina Rolfö | Suecia            | 1              | 5              |                |
| Athenea del Castillo | España            | 1              | 4              |                |
| Sari Kees | Bélgica           | 1              | 4              |                |
| Sydney Lohmann | Alemania          | 1              | 4              |                |
| Stefanie van der Gragt | Países Bajos      | 1              | 4              |                |
| Rachel Furness | Irlanda del Norte | 1              | 3              |                |
| Tatiana Pinto | Portugal          | 1              | 3              |                |
| Lieke Martens | Países Bajos      | 1              | 3              |                |
| Carole Costa | Portugal          | 1              | 3              |                |
| Karen Holmgaard | Dinamarca         | 1              | 2              |                |
| Anna Westerlund | Finlandia         | 1              | 2              |                |
| Olivia Schough | Suecia            | 1              | 1              |                |

| Jugadora                     | Selección         | Asistencias | PJ |
| ---------------------------- | ----------------- | ----------- | -- |
| Sherida Spitse               | Países Bajos      | 1           | 4  |
| Felicitas Rauch              | Alemania          | 1           | 5  |
| Mariona Caldentey            | España            | 1           | 4  |
| Lauren Hemp                  | Inglaterra        | 1           | 6  |
| Karólína Lea Vilhjálmsdóttir | Islandia          | 1           | 3  |
| Verena Hanshaw               | Austria           | 1           | 4  |
| Lisa Boattin                 | Italia            | 1           | 3  |
| Jonna Andersson              | Suecia            | 1           | 3  |
| Sandie Toletti               | Francia           | 1           | 5  |
| Lina Magull                  | Alemania          | 1           | 5  |
| Guro Reiten                  | Noruega           | 1           | 3  |
| Klara Bühl                   | Alemania          | 1           | 4  |
| Tessa Wullaert               | Bélgica           | 1           | 4  |
| Alessia Russo                | Inglaterra        | 1           | 6  |
| Barbara Bonansea             | Italia            | 1           | 3  |
| Giulia Gwinn                 | Alemania          | 1           | 6  |
| Nathalie Björn               | Suecia            | 1           | 5  |
| Kadidiatou Diani             | Francia           | 1           | 5  |
| Tabea Waßmuth                | Alemania          | 1           | 4  |
| Victoria Pelova              | Países Bajos      | 1           | 4  |
| Lynn Wilms                   | Países Bajos      | 1           | 4  |
| Ada Hegerberg                | Noruega           | 1           | 3  |
| Olga Carmona                 | España            | 1           | 2  |
| Marie-Antoinette Katoto      | Francia           | 1           | 2  |
| Ella Toone                   | Inglaterra        | 1           | 6  |
| Kathrin Hendrich             | Alemania          | 1           | 6  |
| Lena Oberdorf                | Alemania          | 1           | 5  |
| Fridolina Rolfö              | Suecia            | 1           | 5  |
| Athenea del Castillo         | España            | 1           | 4  |
| Sari Kees                    | Bélgica           | 1           | 4  |
| Sydney Lohmann               | Alemania          | 1           | 4  |
| Stefanie van der Gragt       | Países Bajos      | 1           | 4  |
| Rachel Furness               | Irlanda del Norte | 1           | 3  |
| Tatiana Pinto                | Portugal          | 1           | 3  |
| Lieke Martens                | Países Bajos      | 1           | 3  |
| Carole Costa                 | Portugal          | 1           | 3  |
| Karen Holmgaard              | Dinamarca         | 1           | 2  |
| Anna Westerlund              | Finlandia         | 1           | 2  |
| Olivia Schough               | Suecia            | 1           | 1  |

### Autogoles
| Jugador                | Selección         | Anotado · Autogol | Rival        | PJ |
| ---------------------- | ----------------- | ----------------- | ------------ | -- |
| Kelsie Burrows         | Irlanda del Norte | 1                 | Inglaterra   | 3  |
| Carole Costa           | Portugal          | 1                 | Suecia       | 3  |
| Ana-Maria Crnogorčević | Suiza             | 1                 | Países Bajos | 3  |
| Merle Frohms           | Alemania          | 1                 | Francia      | 5  |

### Jugadoras con tres o más goles en un partido
| Pos. | Jugador      | Goles | Fecha               | Local      |                       | Resultado |                    | Visitante | Reporte   |
| ---- | ------------ | ----- | ------------------- | ---------- | --------------------- | --------- | ------------------ | --------- | --------- |
| 1    | Grace Geyoro | 3     | 10 de julio de 2022 | Francia    | Bandera de Francia    | 5 - 1     | Bandera de Italia  | Italia    | Jornada 1 |
| 2    | Beth Mead    | 3     | 11 de julio de 2022 | Inglaterra | Bandera de Inglaterra | 8 - 0     | Bandera de Noruega | Noruega   | Jornada 2 |

## Premios y reconocimientos

### Mejor jugadora del torneo
| Jugadora  | Selección  |
| --------- | ---------- |
| Beth Mead | Inglaterra |

### Mejor jugadora joven
| Jugadora      | Selección |
| ------------- | --------- |
| Lena Oberdorf | Alemania  |

### Jugadora del partido
| Fase de grupos - Fecha 1 | Fase de grupos - Fecha 1 | Fase de grupos - Fecha 2 | Fase de grupos - Fecha 2 | Fase de grupos - Fecha 3 | Fase de grupos - Fecha 3 | Fase de eliminatorias | Fase de eliminatorias |
| Jugadora                 | Partido                  | Jugadora                 | Partido                  | Jugadora                 | Partido                  | Jugadora              | Partido               |
| ------------------------ | ------------------------ | ------------------------ | ------------------------ | ------------------------ | ------------------------ | --------------------- | --------------------- |
| Georgia Stanway          | 1:0                      | Barbara Dunst            | 2:0                      | Alessia Russo            | 0:5                      | Millie Bright         | 2:1                   |
| Caroline Graham Hansen   | 4:1                      | Beth Mead                | 8:0                      | Nicole Billa             | 1:0                      | Klara Bühl            | 2:0                   |
| Aitana Bonmatí           | 4:1                      | Pernille Harder          | 1:0                      | Linda Dallmann           | 0:3                      | Nicky Evrard          | 1:0                   |
| Lina Magull              | 4:0                      | Marina Hegering          | 2:0                      | Aitana Bonmatí           | 0:1                      | Selma Bacha           | 1:0                   |
| Ramona Bachmann          | 2:2                      | Caroline Seger           | 2:1                      | Sherida Spitse           | 1:4                      | Beth Mead             | 4:0                   |
| Vivianne Miedema         | 1:1                      | Damaris Egurrola         | 3:2                      | Kosovare Asllani         | 5:0                      | Alexandra Popp        | 2:1                   |
| Sveindís Jónsdóttir      | 1:1                      | Barbara Bonansea         | 1:1                      | Melvine Malard           | 1:1                      | Keira Walsh           | 2:1                   |
| Grace Geyoro             | 5:1                      | Delphine Cascarino       | 2:1                      | Sari Kees                | 0:1                      |                       |                       |

### Equipo del torneo
El 2 de agosto de 2022 fue anunciado el mejor once del torneo elegido por el Panel de Observadores Técnicos de la UEFA.
| Pos. | Jugadora         | Selección  | PJ | Minutos Jugados | Goles | Asistencias | Tarjetas amarillas | Tarjetas rojas |
| ---- | ---------------- | ---------- | -- | --------------- | ----- | ----------- | ------------------ | -------------- |
| POR  | Mary Earps       | Inglaterra | 6  | 600'            | 0     | 0           | 0                  | 0              |
| DEF  | Giulia Gwinn     | Alemania   | 6  | 525'            | 0     | 1           | 1                  | 0              |
| DEF  | Leah Williamson  | Inglaterra | 6  | 600'            | 0     | 0           | 0                  | 0              |
| DEF  | Marina Hegering  | Alemania   | 6  | 499'            | 0     | 1           | 1                  | 0              |
| DEF  | Sakina Karchaoui | Francia    | 5  | 414'            | 0     | 2           | 1                  | 0              |
| MED  | Keira Walsh      | Inglaterra | 6  | 596'            | 0     | 3           | 0                  | 0              |
| MED  | Lena Oberdorf    | Alemania   | 5  | 474'            | 0     | 1           | 4                  | 0              |
| MED  | Aitana Bonmatí   | España     | 4  | 379'            | 1     | 0           | 0                  | 0              |
| DEL  | Beth Mead        | Inglaterra | 6  | 450'            | 6     | 5           | 0                  | 0              |
| DEL  | Alexandra Popp   | Alemania   | 5  | 361'            | 6     | 0           | 0                  | 0              |
| DEL  | Klara Bühl       | Alemania   | 4  | 295'            | 1     | 1           | 0                  | 0              |

## Clasificados a competencias intercontinentales
| Competencia                             | Clasificados | Fecha de clasificación |
| --------------------------------------- | ------------ | ---------------------- |
| Finalissima Femenina UEFA-CONMEBOL 2023 | - Inglaterra | 31/7/2022              |

## Símbolos y mercadeo

### Transmisión por televisión
La siguiente es la lista de canales de televisión que transmitirán la Eurocopa Femenina en Europa y en el mundo.
| Europa | Resto del mundo |
| --- | --- |
| - Albania: RTSH - Andorra: TVE - Armenia: Public TV Armenia - Austria: ORF - Azerbaiyán: Public TV Azerbaijan - Bielorrusia: Belarus TV - Bélgica: VRT y RTBF - Bosnia y Herzegovina: BHRT - Bulgaria: BNT - Croacia: HRT Croatia - Chipre: CyBC - Dinamarca: DKDR y TV2 Denmark - Estonia: ERR - Islas Feroe: DKDR y TV2 Denmark - Finlandia: Yle - Grecia: ERT - Hungría: MTVA - Islandia: RÚV - Israel: KAN - Italia: RAI - Kazajistán: KZTV - Kosovo: RTK - Letonia: LTV - Liechtenstein: SRG SSR - Lituania: LRT - Luxemburgo: RTBF - Malta: PBS - Moldavia: TVR - Montenegro: RTCG - Países Bajos: NOS - Macedonia del Norte: MKRTV - Noruega: NRK y TV2 Norway - Polonia: TVP - Portugal: RTP - Irlanda: RTÉ - Rumania: TVR - Rusia: Match TV - San Marino: RAI - Serbia: RTS Serbia - Eslovaquia: RTV Slovakia - Eslovenia: RTV Slovenia - España: TVE - Suecia: SVT, TV4 - Suiza: SRG SSR - Turquía: TRT - Ucrania: MGU - Reino Unido: BBC - República Checa: ČT - Ciudad del Vaticano: RAI | - Australia: Optus TV - Caribe: ESPN Caribbean - Caribe Neerlandés: NOS y ESPN Caribbean - India: Sony SIX - Latinoamérica: ESPN y Star+ - China: CCTV y Super Sports Shankai - Estados Unidos: ESPN (Inglés) y TUDN USA (Español) |